# Мілан Топлиця
Мілан Топлиця (серб. Милан Топлица; або Топлиця Мілан, серб. Топлица Милан), відомий також як Мілан з Топлице (серб. Милан из Топлице) — сербський витязь, який загинув у битві на Косовому полі у 1389 році.
Неподалік від Прокуплє у селі Віча знаходиться башта Мілана Топлиці. Поблизу Валево знаходиться замок Берковац, замок Мілана Топлиці.

## Народні пісні
Відповідно до народних пісень Мілан народився у Топлицькому краю, Прокуплє, південна Сербія, та був побратимом Мілоша Обилича та Івана Косанчича. Перед битвою він обіцяє себе  Косівській дівчині, яка після битви знайшла Павла Орловича, шукаючи нареченого, хресного батька та швагра (Мілана, Мілоша та Івана), як наведено у сербській епічній пісні, записаної та опублікованої Вуком Караджичем на початку 19 століття. 

## Легенди
Разом з Мілошем Обиличем та Іваном Косанчичем належав до лицарського роду Змай (серб. Змај).